# Casa sulle nuvole
La Casa sulle nuvole (in inglese: House in the clouds) è un edificio a uso residenziale e alberghiero situato a Thorpeness, villaggio del Suffolk, nella campagna dell'Inghilterra orientale. 
La sua particolarità è la parte sommitale a forma di casa rossa che ne dà il nome e suggerisce l'impressione di «galleggiare sugli alberi».

## Storia
L'edificio trae origine da una struttura preesistente costruita nel 1923 per alloggiare un serbatoio d'acqua che veniva pompata dal vicino mulino del villaggio di Thorpeness.
In seguito venne deciso di mascherare l'antiestetica struttura rivestendone il perimetro e creando così una sorta di torre che presto divenne una singolare attrazione del luogo.
Durante il secondo conflitto mondiale l'edificio fu colpito dalla contraerea con base a Thorpeness ma nell'immediato dopoguerra fu riparata, tuttavia il serbatoio subì una riduzione della sua capienza.
Nel 1977 Thorpeness e altri villaggi nelle vicinanze vennero serviti da una nuova rete idrica e il serbatoio d'acqua che approvvigionava il villaggio cessò di essere utilizzato per essere infine rimosso nel 1979. Da allora la struttura venne acquistata da un privato, trasformata in una abitazione pluripiano sormontata dalla caratteristica casa rossa e adibita ad albergo. 
Dal 1995 è considerato un monumento nazionale classificato come Grade II.

## Caratteristiche
L'edificio si erge per circa 22 metri di altezza ed è caratterizzato dallo stile tipico della campagna inglese e in sintonia con gli stilemi dello stesso villaggio di Thorpeness, progettato dall'urbanista Glencairn Stuart Ogilvie, con l'idea di creare un ideale luogo di villeggiatura. La parte sottostante ha una colorazione brunastra con finestre angolari su ciascun lato, mentre la sommità è caratterizzata da un modulo più grande e dal perimetro aggettante a forma di casa rossa, con un tipico tetto spiovente a doppia falda. Il lato orientale è percorso verticalmente da una lunga canna fumaria in muratura bianca che termina con un alto camino sulla sommità dell'edificio. 
Dal 1979 la Casa tra le nuvole ospita un piccolo albergo che dispone di sole cinque stanze e un'ampia zona giorno con stanze belvedere nella parte apicale, da dove si può ammirare il paesaggio del Suffolk e il vicino campo da golf.